# Teoria twardych i miękkich kwasów i zasad
Teoria twardych i miękkich kwasów i zasad (HSAB, z ang. hard and soft acids and bases) – teoria określająca wzajemne powinowactwo kwasów i zasad Lewisa. Została sformułowana i wprowadzona do obiegu we wczesnych latach 60. XX wieku przez amerykańskiego chemika Ralpha Pearsona.
Pearson zaproponował podział kwasów i zasad Lewisa na miękkie i twarde. Twarde charakteryzuje mała polaryzowalność i skoncentrowany ładunek elektryczny, zaś miękkie duża polaryzowalność i rozmyty ładunek elektryczny. Ponadto można wyróżnić kwasy i zasady o charakterze pośrednim. Według teorii Pearsona moc kwasów i zasad Lewisa nie jest stała, lecz zależy od otoczenia. Zasady twarde chętniej reagują z kwasami twardymi, zaś zasady miękkie z kwasami miękkimi. Ponadto kwasy i zasady miękkie są bardziej reaktywne w środowisku rozpuszczalników polarnych, zaś twarde w apolarnych. Teoria dotyczy nie tylko kwasów i zasad nieorganicznych, ale znajduje również zastosowanie w chemii organicznej.

## Podział kwasów i zasad według teorii HSAB
W poniższej tabeli zestawiono słabe i mocne kwasy i zasady według teorii HSAB z podziałem na grupy układu okresowego, w których znajduje się pierwiastek pełniący dla danego indywiduum chemicznego funkcję kwasu lub zasady Lewisa. Symbol „R” zastosowano do oznaczenia grupy alkilowej bądź grupy arylowej. Podane kationy w kolumnach dotyczących kwasów najczęściej dotyczą ich form solwatowanych bez jednej cząsteczki wody, np. Ni(H
2O)2+
5, B(H
2O)3+
3. Poza stabilnymi cząsteczkami i jonami, w tabeli występują także bardzo reaktywne produkty przejściowe, rodniki bądź indywidua hipotetyczne.
| Grupa układu okresowego | Kwasy                                                                       | Kwasy                                                        | Kwasy                                                                                               | Zasady                                                                              | Zasady                                | Zasady                             |
| Grupa układu okresowego | twarde                                                                      | pośrednie                                                    | miękkie                                                                                             | twarde                                                                              | pośrednie                             | miękkie                            |
| ----------------------- | --------------------------------------------------------------------------- | ------------------------------------------------------------ | --------------------------------------------------------------------------------------------------- | ----------------------------------------------------------------------------------- | ------------------------------------- | ---------------------------------- |
| 1                       | H+ , Li+ , Na+ , K+                                                         | –                                                            | –                                                                                                   | –                                                                                   | –                                     | H−                                 |
| 2                       | Be2+ , Be(CH 3) 2, Mg2+ , Ca2+ , Sr2+                                       | –                                                            | –                                                                                                   | –                                                                                   | –                                     | –                                  |
| 3                       | Sc3+ , La3+                                                                 | –                                                            | –                                                                                                   | –                                                                                   | –                                     | –                                  |
| Lantanowce              | Ce3+ , Ce4+ , Gd3+ , Lu3+                                                   | –                                                            | –                                                                                                   | –                                                                                   | –                                     | –                                  |
| Aktynowce               | Th4+ , U4+ , UO2+ 2, Pu4+                                                   | –                                                            | –                                                                                                   | –                                                                                   | –                                     | –                                  |
| 4–12                    | Ti4+ , Zr4+ , Hf4+ , Cr3+ , Cr6+ , MoO3+ , WO4+ , VO2+ , Mn2+ , Fe3+ , Co3+ | Fe2+ , Co2+ , Ni2+ , Cu2+ , Zn2+ , Rh3+ , Ir3+ , Ru3+ , Os2+ | Co(CN)3− 6, Co(CN)2− 5, Pd2+ , Pt2+ , Pt4+ , Te4+ , Cu+ , Ag+ , Au+ , Cd2+ , Hg2+ 2, Hg2+ , CH 3Hg+ | –                                                                                   | –                                     | –                                  |
| 13                      | BF 3, BCl 3, B(OR) 3, Al3+ , AlCl 3, AlH 3, Al(CH 3) 3, Ga3+ , In3+         | B(CH 3) 3, GaH 3                                             | BH 3, B 2H 6, Ga(CH 3) 3, GaCl 3, GaBr 3, GaI 3, InCl 3, Tl+ , Tl3+ , Tl(CH 3) 3                    | –                                                                                   | –                                     | –                                  |
| 14                      | CO 2, RCO+ , NC+ , Si4+ , Sn4+ , CH 3Sn3+ , (CH 3) 2Sn2+                    | R 3C+ , C 6H+ 5, Sn2+ , Pb2+                                 | metylen, karbeny                                                                                    | –                                                                                   | –                                     | R− , C 2H 4, C 6H 6, CN− , RNC, CO |
| 15                      | N3+ , RPO+ 2, ROPO+ 2, As3+                                                 | NO+ , Sb3+ , Bi3+                                            | –                                                                                                   | NH 3, RNH 2, N 2H 4                                                                 | C 6H 5NH 2, C 5H 5N, N 2, N− 3, NO− 2 | R 3P, (RO) 3P, R 3As, SCN−         |
| 16                      | SO 3, RSO+ 2, ROSO+ 2                                                       | SO 2                                                         | HO+ , RO+ , RS+ , RSe+ , RTe+                                                                       | H 2O, HO− , O2− , ROH, RO− , R 2O, CH 3COO− , CO2− 3, NO− 3, PO3− 4, SO2− 4, ClO− 4 | SO2− 3                                | S2− , R 2S, RSH, RS− , S 2O2− 3    |
| 17                      | Cl3+ , Cl5+ , Cl7+ , I5+ , I7+                                              | –                                                            | Br 2, Br+ , I 2, I+ , ICN                                                                           | F− , Cl−                                                                            | Br−                                   | I−                                 |

1. ↑  Do kwasów twardych zalicza się również cząsteczki typu HX tworzące wiązanie wodorowe.
2. ↑  Poza wymienionymi w powyższej tabeli, do kwasów miękkich zalicza się również atomy metali w stanie wolnym (M0
).

## Ogólne właściwości twardych i miękkich kwasów i zasad
| Właściwość                                      | Twarde kwasy i zasady | Miękkie kwasy i zasady |
| ----------------------------------------------- | --------------------- | ---------------------- |
| Wielkość (promień atomowy/jonowy)               | mała                  | duża                   |
| Polaryzowalność                                 | mała                  | duża                   |
| Różnica elektroujemności między kwasem a zasadą | wysoka                | niewielka              |
| Łatwość wchodzenia w reakcje redoks             | niewielka             | duża                   |
| Rodzaj wiązania                                 | jonowe                | kowalencyjne           |

## Miara twardości kwasów i zasad
W 1983 roku Ralph Pearson i Robert Parr zaproponowali wzór na miarę twardości chemicznej kwasów oraz zasad Lewisa:
{\displaystyle \eta =0{,}5(I-A)}
gdzie: I – energia jonizacji, A – powinowactwo elektronowe, η – twardość chemiczna (eV).
Kwasy i zasady o większych wartościach η wykazują zazwyczaj większą twardość. Np. jony Na+
, Mg2+
 i Al3+
, będące twardymi kwasami Lewisa, mają wysokie wartości η (odpowiednio 21,1, 32,5 i 45,8), a jony Br+
, Ag+
 i Pd2+
, będące miękkimi kwasami Lewisa, mają niskie wartości η (odpowiednio 4,9, 6,9 i 6,8). Podobna zależność widoczna jest dla zasad Lewisa. W szeregach tych znaleźć można jednak wyjątki, np. jon Tl+
 ma mniejszą wartość η = 7,2 niż miększy od niego jon Tl3+
 (η = 10,5).